# 劇場版ポケットモンスター ダイヤモンド&パール アルセウス 超克の時空へ

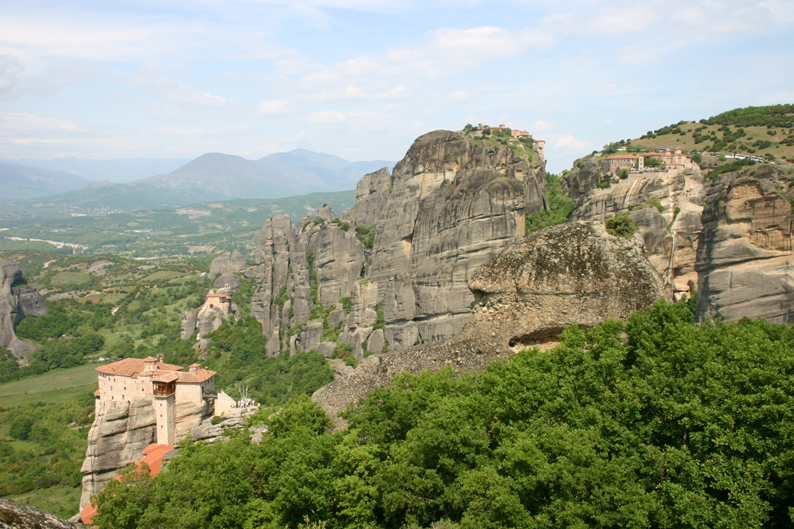
モデルとなったメテオラの景色

『劇場版ポケットモンスター ダイヤモンド&パール アルセウス 超克の時空へ』（げきじょうばんポケットモンスター ダイヤモンド パール アルセウス ちょうこくのじくうへ）は、2009年7月18日より東宝系で公開のテレビアニメ『ポケットモンスター』の劇場版第12作の作品である。
第62回ロカルノ国際映画祭「MANGA IMPACT」特別招待作品。

## 概要
当初発表されたタイトルは『超克の時空へ』であったが、後に本作で初公表となるアルセウスが加わり『アルセウス 超克の時空へ』が正式タイトルとなった。一部の媒体では『劇場版ポケットモンスター ダイヤモンド&パール・プラチナ アルセウス 超克の時空へ』と表記されることもある。この『プラチナ』が加わった名称は前作では劇中のみに登場したものであった。
今作は『ディアルガVSパルキアVSダークライ』から続く「神々の戦い」三部作の最終章という位置づけであり、前作と前々作で戦いを繰り広げたディアルガ、パルキア、ギラティナも再び登場する。また、エンディングには前作・前々作に登場したキャラクターも出演する。
また、同年9月に『金・銀』のリメイク作品『ハートゴールド・ソウルシルバー』の発売を控えていたこともあり、通常のピチューとは耳の形状が異なる「ギザみみピチュー」や、チコリータ、ヒノアラシ、ワニノコといったジョウト地方を代表するポケモンも多く登場する。
本作の舞台であるミチーナのモデルとなったのはギリシャのメテオラである。時系列は、DPの第133話から第143話までである。
本編終了後、ぬりえコンテスト結果発表の代わりに「ポケモンカードデザイン コンテスト結果発表がおこなわれた。出演キャラは、ピカチュウ、ポッチャマ、ギザみみピチュー。
興行収入は46.7億円に昇り、同年の映画年間ランキングにおいて5位（邦画では2位、アニメでは1位）の成績を記録した。ぴあ初日満足度ランキング（ぴあ映画生活調べ）では第1位を記録した。

### 前売り券・配布ポケモン
本作の劇場版の前売り券と引き換えることのできるポケモンはピチューである。このピチューは色違いで、カラーリングは進化後の姿であるピカチュウに近い（ちなみに、色違いのピチューは映画本編には登場しない）。おやは「しょこたん」（本作でギザみみピチューを演じる中川翔子の愛称よりとられている）。
また、映画館ではワイヤレス通信でアルセウスが配布される。
どちらのポケモンも、『ハートゴールド・ソウルシルバー』で連れていると特別なイベントを発生させられる。

## あらすじ
旅を続けるサトシ一行は、自然に囲まれた町・ミチーナに到着する。タッグバトルをしたトレーナーの案内で遺跡に向かったサトシたちだが、時空の乱れにより突如発生した空間の穴に飲み込まれそうになってしまう。一行の窮地を救ったのは、遺跡の守り人・シーナと、彼女が呼び出した時を司る神と呼ばれるポケモン・ディアルガだった。ポケモンと心を見せ合える能力を持つシーナは、説得に応じてくれたディアルガ、パルキアと共に時空の乱れる場所を調査していた。
頻発する時空の乱れは、全てを生み出したといわれるポケモン・アルセウスが眠りから目覚めようとしているのが原因だった。アルセウスはかつて飛来する隕石からミチーナの地を守り、荒れ果てた土地の復興のため、長であるダモスに己の命の源の一部を命の宝玉として貸し与えた。しかし命の宝玉返還の日、ダモスは約束を反故にしアルセウスに攻撃を仕掛けた。激怒したアルセウスはミチーナの神殿を崩壊させ、人間への深い恨みを抱いたまま、傷ついた体を癒やすために自身の空間で長い眠りに就いた。シーナはダモスの子孫であり、命の宝玉を返却しその怒りを鎮めるため、アルセウスの現れる時期を探っていたのだ。
遂にアルセウスが覚醒し、人間を滅ぼそうと復讐のために現れる。命の宝玉を返そうとするシーナだが、本物だと信じていたその宝玉は偽物だった。怒りに任せ周囲を破壊し始めるアルセウスに、ディアルガ、パルキアが応戦し、更にはギラティナも現れ加勢するものの、アルセウスの力は圧倒的で、神と呼ばれる三体の攻撃すら通用しなかった。本物の宝玉の在り処も解らず途方に暮れる中、ディアルガが自身の時を司る力でサトシたちを過去、アルセウスに命の宝玉を返す約束の日へタイムスリップさせる。
過去のミチーナの神殿でサトシたちはギシンという人物のポケモン(魔獣)のドータクンに催眠術をかけられ、シーナと離れ離れになり、神殿の地下牢に閉じ込められる。そこにはギシンによって囚われの身となったダモスがいた。アルセウスを裏切った事件の黒幕はギシンだったのだ。ギシンは命の宝玉を返すことにより、ミチーナが元の荒れ果てた地に戻ることを憂慮していた。一方シーナはギシンに対し、これから起こる惨状を説明し命の宝玉を返すよう説得していたが、ギシンはその話を逆用し、本来の未来では使用しなかった銀の水による攻撃を加えてアルセウスを完全に葬ろうと目論む。
そしてとうとう約束の時間が来た。ピカチュウたちの活躍で地下牢から脱出したサトシたちはアルセウスの元へ向かう。そこで見たのは、魔獣装具によってギシンに操られた無数のポケモンたちによる一斉攻撃を受け、銀の水に飲まれて身動きの取れないアルセウスの姿だった。サトシたちは命の宝玉を取り返しアルセウスを救うため、ギシンに立ち向かう。ダモスとシーナの協力もあり、無事に命の宝玉を取り返したサトシはアルセウスの元へ急ぐが、アルセウスは動かない。銀の水がさらに流し込まれアルセウスが沈んでいく中、サトシをはじめ未来から来た面々の身体がゆっくりと消滅していく。アルセウスが死ぬことで、サトシたちがこの時代に来るという歴史も無くなろうとしていた。ダモスは諦めず、心を見せ合う力で怒りに囚われたアルセウスに訴えかけ続ける。その声は遂にアルセウスに届き、命の宝玉はアルセウスに返される。力を取り戻したアルセウスは、自身を助けたサトシたち人間を許したのだった。
現代に戻ったサトシたちは再びアルセウスと対峙する。過去が変わったことで、アルセウスは既にサトシたちを知っており、命の宝玉も返されていたために、アルセウスは攻撃を止めた。遺跡も倒壊が無かったことになり修復されていく中、過去に命の宝玉を返してしまったにもかかわらず周辺の豊かな自然は変わらなかった。ダモスら過去の人間とポケモンが協力し、アルセウスの力が無くとも土地を蘇らせていた。お前たちの世界は素晴らしい、その言葉を残してアルセウスは去っていった。

## 登場人物

### レギュラーキャラクター
詳細は個別記事かアニメ版ポケットモンスターの登場人物を参照。
サトシ
声 - 松本梨香
主人公。ミチーナに伝わる言い伝えの｢雷の魔獣使い｣とシーナに推測される。
タケシ
声 - うえだゆうじ
ヒカリ
声 - 豊口めぐみ
ムサシ
声 - 林原めぐみ
コジロウ
声 - 三木眞一郎
ニャース
声 - 犬山イヌコ
サトシ達とは違い、ロケット団の3人はタイムスリップしない。
サトシのポケモン
ピカチュウ
声 - 大谷育江
技：10まんボルト、アイアンテール、ボルテッカー
ハヤシガメ

モウカザル

ムクホーク

ブイゼル
声 - 古島清孝
グライオン

タケシのポケモン
グレッグル
声 - 小西克幸
技：どくづき
ウソッキー
声 - 阪口大助
技：アームハンマー
ピンプク
声 - 伊東みやこ

ヒカリのポケモン
ポッチャマ
声 - 小桜エツ子
技：バブルこうせん、うずしお
ミミロル
声 - 雪野五月
パチリス
声 - 西村ちなみ
マンムー

ムサシのポケモン
ソーナンス

ナレーション
声 - 石塚運昇

### ゲストキャラクター
シーナ
声 - 北乃きい（特別出演）
本作のゲストヒロイン。遺跡の守り人の女性。ポケモンと心を見せ合うことが出来るが、怒りをまとったポケモンにはその力は及ばないなど、すべてのポケモンには通用するわけではなかった。「時空儀」と呼ぶ、時空の異変を察知する球体を管理している。過去でダモスが裏切ったことをギシンに伝え、宝玉を返そうとするが彼に騙されてしまう。しかし、ダモスが犯人でないとわかり、共にアルセウスの怒りを鎮める。
前作・前々作の映画の舞台にも、調査に行っている。
ケビン
声 - 岸祐二
シーナと同じく、遺跡の守り人を務める青年。
ダモス
声 - 髙嶋政宏（特別出演）
シーナの先祖で、古代のミチーナのリーダー的存在。言い伝えでは、ダモスがアルセウスを騙し｢命の宝玉｣を返さなかったことがアルセウスの怒りにふれたと伝えられているが、実際はギシンの仕業 でアルセウスを裏切ったことにされていた。性格は温厚。シーナ同様ポケモンと心を見せ合うことが出来る。
ギシン
声 - 山寺宏一（特別出演）
本作のゲスト悪役。ダモスの部下だった赤髪の男。「命の宝玉」が無くなればミチーナが元の荒地になることを恐れ、ダモスを幽閉して自分がミチーナの長になっていた。アルセウスが怒りを起こした事件の張本人。
歴史を変えようとするサトシたちを妨害し、アルセウスを抹殺しようとするも失敗に終わり、そのまま死を覚悟して落下したが、実は生きており、エンディングでは雑用に降格され、ダモスと共に農業に励んでいた。
名前の由来は疑心暗鬼から。
使用ポケモン
ヒードラン
声 - 三宅健太
技：マグマストーム、はかいこうせん、てっぺき
「魔獣装具」によって操られている。しかし、ただ単に従っただけであり、ギシンの行動には納得してなかった。そのためか、途中から言うことを聞かなくなり、ピカチュウに魔獣装具を壊してもらい、最終的にはドータクンと共に寝返る。サトシ以外の仲間が消えてしまい（サトシだけ消えかけていた。）、その後はアルセウスが命の宝玉を受け取って復活し、それを見たときは喜んでいた。
ドータクン
技：ラスターカノン、ジャイロボール、さいみんじゅつ
ヒードランと同じく「魔獣装具」によって操られているが、ただ単に従っただけであってギシンの行動には納得してなかったのか、最終的にポッチャマに魔獣装具を壊してもらい、寝返る。ヒードランと同様、消えてしまったサトシ達の復活を喜ぶ。

タップ
声 - 藤本譲
ダモスが囚われている牢屋の番人をしている老人。雇われているだけなので、ダモスやサトシ達に敵意があるわけではない。ギシンの悪巧みを見破っていた人物でもある。
カンタ
声 - くまいもとこ
ミチーナに住む少年。オープニングでサトシ・ヒカリとスイカを賭けてタッグバトルを行う。エンディングにも登場。
手持ちポケモン
ヘラクロス
技：メガホーン、はかいこうせん

カコ
声 - 真堂圭
カンタの妹。オープニングでサトシ・ヒカリとスイカを賭けてタッグバトルを行う。前作に登場した同名の少女とは別人。エンディングにも登場。
手持ちポケモン
アゲハント
技：ぎんいろのかぜ、エナジーボール、シャドーボール

村人
声 - 山本博（ロバート）（特別出演）
ダモスの回想のワンシーンにて登場。
兵士B
声 - 秋山竜次（ロバート）（特別出演）
未来から来たサトシ達を牢屋に閉じ込める。ワンシーンのみの登場で足しか登場せず、台詞も一言のみ。
兵士D
声 - 馬場裕之（ロバート）（特別出演）
調理室でポケモン達に労働させている。見た目以上に気弱な性格。

### ゲストポケモン
アルセウス
声 - 美輪明宏（特別出演）
技：さばきのつぶて、はかいこうせん、ふぶき、りゅうのいぶき
全てを生み出したと言われる伝説のポケモン。「命の源」というそれぞれのポケモンのタイプに対応できる16のプレートを持ち、その力で相手の攻撃を無効にする能力を持つ。
非常に高い知性を持ち、人間の言葉も普通に話す事ができ、更にプレートが全て揃っている限りは不死身であるとされている。
ダモスに助けられた恩から、｢命の源｣のうち｢水・地面・草・雷・竜｣の5つを1つに結集し、｢命の宝玉｣として貸し与えた。
ギシンの策略によりダモスに裏切られたと思い込んでおり、人間を憎んでいる。長い眠りから覚め、遂に復讐のために人間を滅ぼそうと動き出す。目覚めが近づくにつれて徐々に時空を歪ませていき、その歪みが本来出会うはずの無かったディアルガの空間とパルキアの空間を接触させてしまい、前々作におけるディアルガとパルキアの争いのきっかけとなった。
「命の宝玉」が無い不完全な状態ながら、ディアルガ、パルキア、ギラティナを圧倒するほどの凄まじい実力を発揮する。
過去に行ったサトシ達によって歴史は変えられ、怒りを静めた。なお、その際にムサシが持っていた本物の宝玉は過去においてサトシが既に返していたため消滅した。
ディアルガ
技：ときのほうこう、はかいこうせん
三作連続で登場。シーナと心を通わせ、サトシたちの救出に協力をする。パルキア、ギラティナと共にアルセウスの暴走を止める。自身の力で、シーナとサトシ一行をダモスがアルセウスに｢命の宝玉｣を返す日に飛ばす。
パルキア
技：あくうせつだん、はどうだん
前々作である『ディアルガVSパルキアVSダークライ』以来の再登場。本作では、シーナのおかげか既にディアルガに対する誤解は解けているようで、ディアルガ、ギラティナと共にアルセウスに立ち向かう。
アルセウスの周りと周辺空間を隔離させ、アルセウスの暴走を止めようとした。
ギラティナ
技：シャドーダイブ、おにび
前作である 『ギラティナと氷空の花束 シェイミ』から引き続き登場。未だにディアルガを追っており、遺跡前の湖に姿を現すが、サトシとピカチュウに説得されて攻撃を止め、シーナの力により怒りを収める。ディアルガ、パルキアと共にアルセウスに歯向かう。エンディングでは、『オリジンフォルム』で登場。
ギザみみピチュー
声 - 中川翔子（特別出演）
技：でんきショック
ダモスの仲間。幽閉されていたダモスを助ける。名の通りくせっ毛のギザミミが特徴。性別は♀。
チコリータ
技：エナジーボール

ヒノアラシと一緒に、厨房で働かされていた。ピカチュウたちに後に助けられる。その後はヒノアラシ、ワニノコ、コラッタ軍団と共にサトシ達に協力をする。

### その他の登場キャラクター
詳細は個別記事かアニメ版ポケットモンスターの登場人物を参照。
シロナ
シンオウ地方ポケモンリーグチャンピオン。プロローグでクロツグと対戦した。
手持ちポケモン
ガブリアス
声 - 逢坂力
技：かえんほうしゃ、ドラゴンクロー
シロナの手持ちでクロツグのミロカロスとバトルする。

クロツグ
バトルタワーのフロンティアブレーン・タワータイクーン。プロローグでシロナと対戦した。
アリス、トニオ、アルベルト男爵
前々作に登場。
ムゲン、ゼロ、インフィ
前作に登場。ムゲンはゼロが逮捕された刑務所に、機動停止したもののムゲンの手によって復活したインフィと共に慰問に来ている。

## 用語
ミチーナ
本作の舞台となる自然に囲まれた町。かつては作物が育たないほどの荒地だったが、アルセウスの「命の宝玉」によって緑豊かな町になった。そのため、「命の宝玉」がないと元の荒地に戻ってしまうとされていたが、終盤で歴史が修正されても、人間とポケモンたちの努力によって緑は保たれていた。
命の宝玉
アルセウスが、「命の源」のうち｢水・地面・草・雷・竜｣の5つを1つに結集し生み出したもの。現代で保管されていたものは実は偽者であり、本物はロケット団が偶然手に入れていたが、歴史の修正に伴い消滅した。
魔獣
古代におけるポケモンの呼称。劇中ではアルセウスもディアルガらをそう呼んでいる。

## スタッフ
- 原案 - 田尻智、増田順一、杉森建
- アニメーション監修 - 小田部羊一
- エグゼクティブプロデューサー - 久保雅一、伊藤憲二郎
- プロデューサー - 吉川兆二、深沢幹彦、岡本順哉、盛武源
- アニメーションプロデューサー - 奥野敏聡、神田修吉
- アソシエイトプロデューサー - 川原章三、山内克仁、野本岳志、橋荘一郎、山下善久、弓矢政法、紀伊高明
- アシスタントプロデューサー - 島村優子、下平聡士、村椿拓郎、小田原明子、菅沢正浩
- デスク - 久東由依、近藤里奈
- 脚本 - 園田英樹
- 絵コンテ - 湯山邦彦 / 深沢幸司、志村錠児、高橋ナオヒト、吉川博明、木村哲、外山草、飯島正勝、浅田裕二、宮尾佳和
- 演出 - 飯島正勝、吉川博明、外山草、浅田裕二、高橋ナオヒト
- キャラクターデザイン - 毛利和昭、佐藤和巳、一石小百合、松原徳弘、山田俊也
- デザインワークス - 田中俊成、石本剛啓、枝松聖、深沢幸司、近永健一、佐藤和巳
- 総作画監督 - 毛利和昭、佐藤和巳
- 作画監督 - 松原徳弘、一石小百合、相澤昌弘、東海林康和、高橋英吉、志村隆行、田口広一、新岡浩美、松岡秀明、馬場俊子
- 動画チェック - 榎本冨士香、室岡辰一、齋藤友希、一条望、小野あゆ美、臼井香織
- 色彩設計 - 佐藤真由美、吉野記通
- 色指定 - 大関たつ枝、佐藤直、岡宮志帆、高橋友子、手嶋明美
- 検査 - 塚田真由美、金田昌子、奥井恵美子、伊藤敦子、中尾総子
- 特殊効果 - 太田憲之
- デジタルコーディネート - 大竹研次
- 美術監督 - 秋葉みのる
- 美術監督補佐 - 片岡一巳
- 撮影監督 - 水谷貴哉
- 2Dコンポジットディレクター（撮影監督） - 池田新助
- 2Dコンポジットアドバイザー - 吉田光伸
- CGIプロデューサー - 坂美佐子
- CGIスーパーバイザー - 佐藤誠
- CGI監督 - 伊藤良太
- 編集 - 辺見俊夫
- 編集助手 - ジェイ・フィルム（野川仁、小守真由美）
- 現像 - イマジカ
- 音楽 - 宮崎慎二
- 音楽プロデューサー - 篠原一雄、齋藤裕二
- 一部原曲・作曲 - 一之瀬剛、佐藤仁美、青木森一
- 音響監督 - 三間雅文
- 音響プロデューサー - 南沢道義、西名武
- 制作担当 - 小板橋司
- 制作デスク - 大杉善信
- 設定制作 - 藤井康晶
- 制作進行 - 内田晴香、澤田剛、菊地勇、大山裕一、田中貴士、村田貢一、佐々木崇之、吉岡大輔、藤井芳光
- 制作 - ShoPro
- アニメーション制作 - OLM Team Koitabashi
- 監督 - 湯山邦彦
- 製作 - ピカチュウプロジェクト（The Pokémon Company、小学館、テレビ東京、メディアファクトリー、タカラトミー、ジェイアール東日本企画、OLM、ShoPro）

## 主題歌
オープニングテーマ「ハイタッチ!2009」
作詞 - 戸田昭吾 / 作曲 - たなかひろかず / 編曲 - 依田和夫 / Brass&Stringsアレンジ - コーニッシュ / 歌 - サトシ（松本梨香）&ヒカリ（豊口めぐみ）
エンディングテーマ「心のアンテナ -Haruomi Hosono Original Mix-」
作詞 - 松本隆 / 作曲・編曲 - 細野晴臣 / 歌 - 中川翔子

## 映像ソフト化
- 本編のDVDは、2009年12月18日発売。

## 漫画版
『月刊コロコロコミック』で、溝渕誠による漫画版が2009年6月号から7月号にかけて掲載された。単行本も発売されている。